# 国際連合安全保障理事会決議687
国際連合安全保障理事会決議687（こくさいれんごうあんぜんほしょうりじかいけつぎ687、英: United Nations Security Council Resolution 687）は、1991年4月3日に国際連合安全保障理事会で採択されたイラク・クウェート情勢に関する決議。略称はUNSCR687。

## 概要
国連安保理決議687は、湾岸戦争に関する決議で、イラク政府に対し、戦争終結に際し9項目にわたって和平の条件を定めるもの。決議自体は全33項目から構成され、A～Iの全9項からなる。そのうちC項の9項目がイラクに対する和平の条件である。同決議は賛成12：反対1（キューバ）：棄権2（エクアドル、イエメン）で採択された。

## 主な内容

### イラクへの要求内容（決議抜粋）
- 1925年の「窒息性ガス、毒性ガスまたはこれらに類するガスおよび細菌学的手段の戦争における使用の禁止に関する議定書」（ジュネーヴ議定書）における義務を無条件に受け入れ、1972年の「細菌兵器（生物兵器）及び毒素兵器の開発、生産及び貯蔵の禁止並びに廃棄に関する条約」（生物兵器禁止条約）に批准することを奨励
- 国際監視の下、(a)すべての生物化学兵器及び(b)150キロの射程を超える全ての弾道ミサイルの無条件の廃棄を受け入れることを決定
- 前項の履行のため、事務総長に対し、本決議採択後15日以内に、前項に列挙されるすべての項目の所在・数量・種類を記載した申告書を提出し、緊急の立入査察を受け入れること。
- 事務総長は、本決議採択後45日以内に、次の一連の行動のための実施計画を策定し理事会に提出すること。

1. イラクの生物化学兵器及びミサイル開発能力に関する立入査察を行う特別委員会の設置（→UNSCOM）
2. イラクによる特別委員会の武器廃棄・除去・無力化権限の受入れ
3. 委員会に対する国際原子力機関（IAEA）長官の協力を可能にする手配

- 上記に掲げる項目に該当する武器類の使用・開発・製造・調達の禁止を無条件で受け入れ、事務総長は本決議採択後120日以内に、これらの動向の将来的な監視・検査を行う仕組みについて策定し理事会に提出すること。
- 1968年の核拡散防止条約における義務の無条件受入れを再確認することを奨励
- 核兵器及び核兵器製造物資の調達及び開発を行わないことに無条件で合意すること
- IAEA長官は、イラクの核開発能力について即時に立入査察を実施し、本決議採択後45日以内に、理事会の承諾を得て、上記に列挙される武器類の廃棄・除去・無力化を実施するための実施計画を策定し実施し、拡散防止条約におけるイラクの義務に基づき、将来的に監視・検査を行う仕組みについて策定し、理事会の承諾を得ること。
- 本決議のパラグラフ8～13においてイラクに求める行動は、中東地域における大量破壊兵器不在ゾーンを構築するためのものであり、世界規模の化学兵器撤廃を目指すものであることを想起する。

### イラクへの要求内容 （駐日大使館まとめ）
1. あらゆる化学・生物兵器、生物・化学剤のすべての在庫、関連するすべてのサブシステム、構成部分、およびあらゆる研究・開発・支援・製造施設を、国際的監視の下で破壊、除去、または無力化することを無条件に受け入れること。
2. 核兵器または核兵器に使用できる材料や研究・開発・製造施設を入手または開発しないことに、無条件で同意すること。
3. 射程150kmを超える弾道ミサイルおよび関連する主要部品および修理・生産施設をすべて国際的監視の下で破壊、除去、または無力化することを無条件に受け入れること。
4. いかなる大量破壊兵器をも使用、開発、建造、または入手しないこと。
5. 核拡散防止条約に基づく義務を改めて確約すること。
6. 大量破壊兵器計画の全容を明らかにすること。
7. テロを実行または支援せず、テロ組織がイラク国内で活動することを許さないこと。
8. クウェート人その他の行方不明者および死者に関する情報提供に協力すること。
9. 湾岸戦争中にクウェートから没収した財産を返還すること。

## 備考
後のイラク戦争に際しては、フランス、ロシアなどの反対がある中でアメリカ合衆国やイギリスが新たな国連決議なしにイラクに対して武力を行使することができるかどうかが問題になった。これに際し、日本政府はこの決議と国連決議678、1441を挙げて新たな決議なしでも武力行使をすることが可能だと論じた。この見解は3月17日、当時の小泉純一郎首相、川口順子外相（参議院予算委員会）などによって表明された。同様に3月18日、武力行使直前のブッシュ大統領による最後通告の際にも、大統領演説のなかでこの3つの国連決議がとりあげられ、武力行使の根拠があると主張された。